# Équipe de Russie féminine de volley-ball
L'équipe de Russie féminine de volley-ball est composée des meilleures joueuses russes sélectionnées par la Fédération russe de volley-ball (Vserossijskaya Federatsiya Volejbola, VFV). Elle est classée au 8e rang de la Fédération internationale de volley-ball au 10 juillet 2022.

## Selection actuelle
Sélection pour le Grand Prix mondial de volley-ball 2014.
| No | Nom | Date de naissance                                                                                            | Taille | Poids | Poste                        | Club                         |
| --- | --- | --- | ------ | ----- | ---------------------------- | ---------------------------- |
| 1 | Iana Chtcherban                                                                                              | 6 septembre 1989                                                                                             | 187    | 71    | Réceptionneuse-attaquante    | Dynamo Krasnodar             |
| 2 | Anna Matienko                                                                                                | 12 juillet 1981                                                                                              | 182    | 68    | Passeuse                     | Dynamo Krasnodar             |
| 3 | Anastassia Bavykina                                                                                          | 6 juillet 1992                                                                                               | 188    | 73    | Réceptionneuse-attaquante    | Zaretchie Odintsovo          |
| 4 | Irina Zariajko                                                                                               | 4 octobre 1991                                                                                               | 196    | 78    | Centrale                     | Ouralotchka NTMK             |
| 5 | Aleksandra Passynkova                                                                                        | 14 avril 1987                                                                                                | 190    | 75    | Attaquante                   | Dynamo Krasnodar             |
| 6 | Ioulia Koutioukova                                                                                           | 30 mars 1989                                                                                                 | 183    | 74    | Réceptionneuse-attaquante    | Omitchka Omsk                |
| 7 | Svetlana Kryoutchkova                                                                                        | 21 février 1985                                                                                              | 174    | 63    | Libero                       | Dynamo Krasnodar             |
| 8 | Natalia Gontcharova                                                                                          | 1er juin 1989                                                                                                | 196    | 75    | Attaquante                   | Dynamo Moscou                |
| 9 | Anastassia Markova                                                                                           | 16 octobre 1987                                                                                              | 189    | 71    | Centrale                     | Dynamo Moscou                |
| 10 | Iekaterina Kosianenko                                                                                        | 2 février 1990                                                                                               | 175    | 78    | Passeuse                     | Zaretchie Odintsovo          |
| 11 | Ioulia Morozova                                                                                              | 8 janvier 1985                                                                                               | 192    | 79    | Centrale                     | Dynamo Moscou                |
| 12 | Nelli Alicheva                                                                                               | 20 décembre 1983                                                                                             | 204    | 82    | Attaquante                   | Proton-BAES                  |
| 13 | Ievguenia Startseva                                                                                          | 12 février 1989                                                                                              | 185    | 68    | Passeuse                     | Dynamo Kazan                 |
| 14 | Irina Fetissova                                                                                              | 7 septembre 1994                                                                                             | 190    | 76    | Centrale                     | Zaretchie Odintsovo          |
| 15 | Tatiana Kocheleva                                                                                            | 23 décembre 1988                                                                                             | 191    | 70    | Réceptionneuse-attaquante    | Dynamo Moscou                |
| 16 | Ioulia Podskalnaïa                                                                                           | 18 avril 1989                                                                                                | 190    | 75    | Centrale                     | Dynamo Krasnodar             |
| 17 | Natalia Malykh                                                                                               | 8 décembre 1993                                                                                              | 187    | 68    | Réceptionneuse-attaquante    | Zaretchie Odintsovo          |
| 18 | Iekaterina Tchernova                                                                                         | 26 janvier 1986                                                                                              | 178    | 68    | Libero                       | Ouralotchka NTMK             |
| 19 | Anna Malova                                                                                                  | 16 avril 1990                                                                                                | 175    | 59    | Libero                       | Dynamo Moscou                |
| 20 | Anastassia Chliakhovaïa                                                                                      | 5 octobre 1990                                                                                               | 192    | 69    | Centrale                     | Omitchka Omsk                |
| 21 | Natalia Guskova                                                                                              | 10 mai 1996                                                                                                  | 172    | 57    | Libero                       | Fakel Novy Ourengoï          |
| | | |        |       |                              |                              |
| Encadrement technique                                                                                        | Encadrement technique                                                                                        | |        |       | Légende                      | Légende                      |
| Entraîneur : Iouri Marichev                                                                                  | Entraîneur : Iouri Marichev                                                                                  | Entraîneur : Iouri Marichev                                                                                  |        |       | : Capitaine                  | : Capitaine                  |
| Entraîneur(s) adjoint(s) : Igor Kournossov Sergei Rasskazov (docteur) Nickolay Semenychev (physiothérapeute) | Entraîneur(s) adjoint(s) : Igor Kournossov Sergei Rasskazov (docteur) Nickolay Semenychev (physiothérapeute) | Entraîneur(s) adjoint(s) : Igor Kournossov Sergei Rasskazov (docteur) Nickolay Semenychev (physiothérapeute) |        |       | : Joueur blessé actuellement | : Joueur blessé actuellement |
| Manager général : Andrey Erkhov                                                                              | | |        |       |                              |                              |

## Palmarès et parcours

### Palmarès
- Jeux Olympiques
  - Finaliste : 2000, 2004
- Championnat du monde (2)
  - Vainqueur : 2006, 2010
- Championnat d'Europe (4)
  - Vainqueur : 1993, 1997, 1999, 2001, 2013
- Coupe du monde
  - Finaliste : 1999
- Grand Prix Mondial (3)
  - Vainqueur : 1997, 1999, 2002
  - Finaliste : 1998, 2000, 2003, 2006, 2009
- World Grand Champions Cup (1)
  - Vainqueur : 1997
  - Finaliste : 2001

### Parcours

#### Jeux Olympiques
| - 1996 : 4e - 2000 : Finaliste - 2004 : Finaliste - 2008 : 5e - 2012 : 5e - 2016 : 5e |

#### Championnat du monde
| - 1994 : 3e - 1998 : 3e - 2002 : 3e - 2006 : Vainqueur - 2010 : Vainqueur - 2014 : 5e - 2018 : 8e - 2022 : disqualifiée |

#### Grand Prix
| - 1993 : 3e - 1994 : 7e - 1995 : 6e - 1996 : 3e - 1997 : Vainqueur - 1998 : Finaliste - 1999 : Vainqueur - 2000 : Finaliste - 2001 : 3e - 2002 : Vainqueur | - 2003 : Finaliste - 2004 : 7e - 2005 : Non qualifiée - 2006 : Finaliste - 2007 : 4e - 2008 : Non qualifiée - 2009 : Finaliste - 2010 : Non qualifiée - 2011 : 4e - 2012 : Non qualifiée | - 2013 : 7e - 2014 : 3e |

#### Coupe du monde
| - 1995 : Non qualifiée - 1999 : Finaliste - 2003 : Non qualifiée - 2007 : Non qualifiée - 2011 : Non qualifiée |

#### World Grand Champions Cup
| - 1993 : 3e - 1997 : Vainqueur - 2001 : Finaliste - 2005 : Non qualifiée - 2009 : Non qualifiée - 2013 : 4e |

#### Championnats d'Europe
| - 1993 : Vainqueur - 1995 : 3e - 1997 : Vainqueur - 1999 : Vainqueur - 2001 : Vainqueur - 2003 : 5e - 2005 : 3e - 2007 : 3e - 2009 : 6e - 2011 : 6e - 2013 : Vainqueur |